# Thirteen Down
Thirteen Down è un cortometraggio muto del 1915 diretto da Joseph Byron Totten.

## Trama
Alcune spie cercano di mettere le mani sopra i piani di una pistola innovativa. Ma le loro trame sono sventate dall'intervento di un agente del servizio segreto.

## Produzione
Il film fu prodotto dalla Essanay Film Manufacturing Company.

## Distribuzione
Distribuito dalla General Film Company, il film - un cortometraggio in due bobine - uscì nelle sale cinematografiche statunitensi il 12 febbraio 1915.